# Michele Bonelli

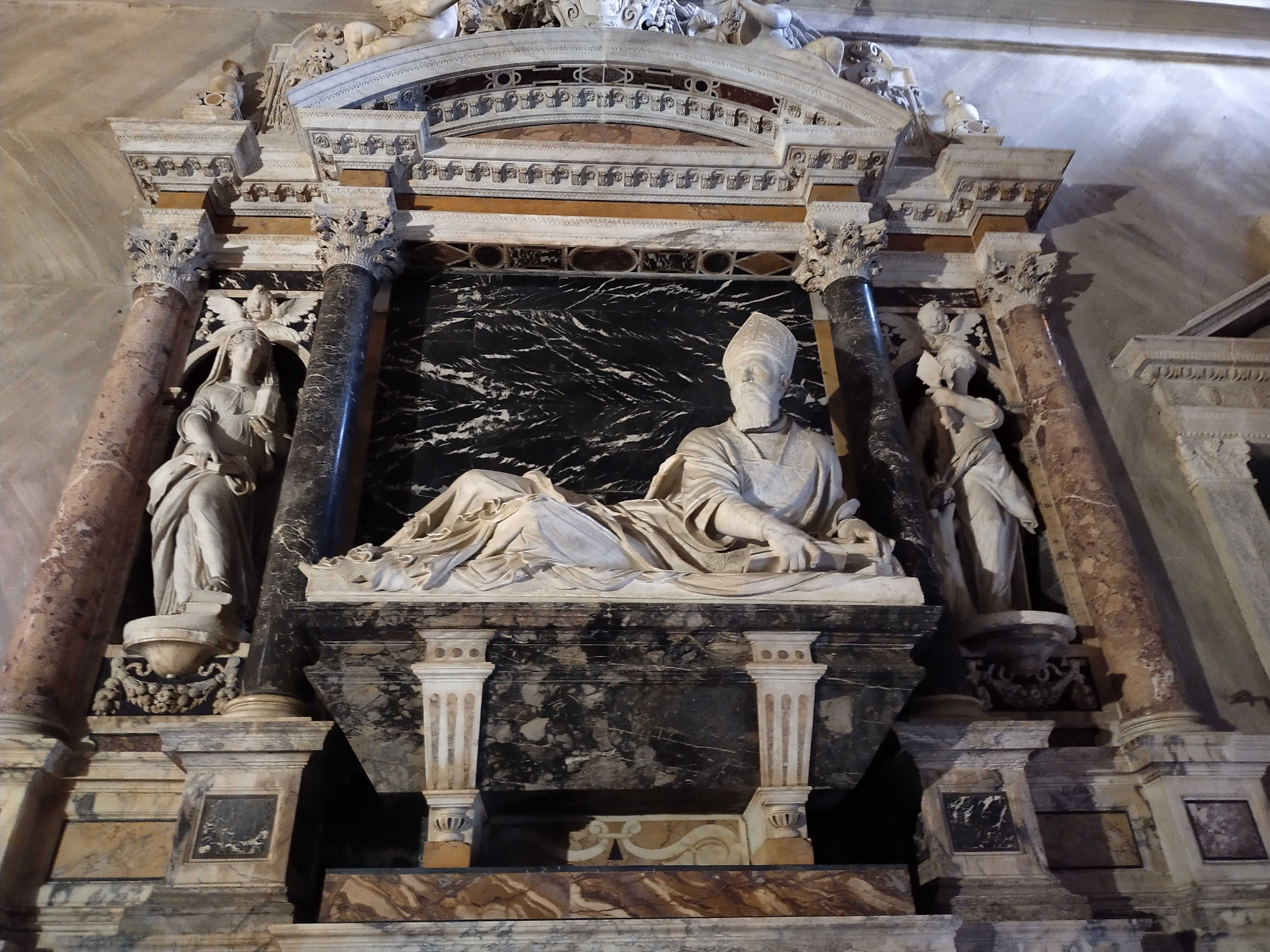
Tomba del cardinale nella Basilica di Santa Maria sopra Minerva a Roma

Michele Bonelli, al secolo Antonio Bonelli (Bosco Marengo, 25 novembre 1541 – Roma, 28 marzo 1598), è stato un cardinale italiano.

## Biografia
Nacque nel 1541 a Bosco, nei pressi di Alessandria, secondogenito di Marco e Dominina de' Gibertis. Pronipote di papa Pio V (sua madre, Dominina de' Gibertis, era figlia di Gardina, sorella del pontefice), mutò il suo nome di battesimo (Antonio) in quello religioso di "Michele" nel 1559, quando entrò nell'Ordine dei frati predicatori.
Ordinato sacerdote, divenne professore di teologia a Perugia. Il papa lo creò cardinale presbitero del titolo di Santa Maria sopra Minerva nel concistoro del 6 marzo 1566 e lo nominò cardinal nepote e sovrintendente generale dello Stato Ecclesiastico: in tal veste, fu incaricato di numerose missioni diplomatiche (in Francia, in Spagna); venne posto anche alla guida di alcune congregazioni.
Come "cardinal nepote" promosse la bonifica della zona detta dei Pantani, situata fra la Colonna Traiana e il Tempio della Pace: la via da lui fatta tracciare attorno al 1570 fu detta Via Alessandrina proprio per l'appellativo di Alessandrino che gli derivava dall'essere nato nella provincia di Alessandria. Egli dette anche il nome a un'altra via nella stessa zona, Via Bonella, distrutta per l'apertura di Via dell'Impero.
Il 20 marzo 1591 venne nominato cardinale vescovo di Albano.
Morì il 28 marzo 1598 all'età di 56 anni.

## Genealogia episcopale e successione apostolica
La genealogia episcopale è:
- Cardinale Scipione Rebiba
- Cardinale Giulio Antonio Santori
- Cardinale Girolamo Bernerio, O.P.
- Cardinale Michele Bonelli, O.P.

La successione apostolica è:
- Vescovo Paolo Sanvitale (1591)
- Vescovo Marcello Crescenzi (1591)
- Vescovo Vincenzo Bugiatti da Montesanto, O.P. (1592)
- Vescovo Tommaso Calvi (1593)
- Vescovo Guglielmo Bastoni (1593)
- Vescovo Alessandro Franceschi, O.P. (1594)

## Ascendenza
|                       |   |                 | Genitori          |  |  | Nonni |  |  | Bisnonni |  |  | Trisnonni |  |
|                       |   |                 |                   |  |  |       |  |  | …        |  |  | …         |  |
|                       |   |                 |                   |  |  |       |  |  | …        |  |  | …         |  |
|                       |   | …               |                   |  |  |       |  |  | …        |  |  |           |  |
| Gerolamo Bonelli      |   |                 |                   |  |  |       |  |  | …        |  |  |           |  |
|                       |   | …               | …                 |  |  |       |  |  |          |  |  |           |  |
|                       |   | …               | …                 |  |  |       |  |  |          |  |  |           |  |
|                       |   | …               | …                 |  |  |       |  |  |          |  |  |           |  |
| Marco Bonelli         |   | …               |                   |  |  |       |  |  |          |  |  |           |  |
|                       |   | …               | …                 |  |  |       |  |  |          |  |  |           |  |
|                       |   | …               | …                 |  |  |       |  |  |          |  |  |           |  |
|                       |   | …               | …                 |  |  |       |  |  |          |  |  |           |  |
| …                     |   | …               |                   |  |  |       |  |  |          |  |  |           |  |
|                       |   | …               | …                 |  |  |       |  |  |          |  |  |           |  |
|                       |   | …               | …                 |  |  |       |  |  |          |  |  |           |  |
|                       |   | …               | …                 |  |  |       |  |  |          |  |  |           |  |
| Michele Bonelli       |   | …               |                   |  |  |       |  |  |          |  |  |           |  |
|                       | … | …               |                   |  |  |       |  |  |          |  |  |           |  |
|                       | … | …               |                   |  |  |       |  |  |          |  |  |           |  |
|                       | … | …               |                   |  |  |       |  |  |          |  |  |           |  |
| Gerolamo de' Gibertis | … |                 |                   |  |  |       |  |  |          |  |  |           |  |
|                       |   | …               | …                 |  |  |       |  |  |          |  |  |           |  |
|                       |   | …               | …                 |  |  |       |  |  |          |  |  |           |  |
|                       |   | …               | …                 |  |  |       |  |  |          |  |  |           |  |
| Dominina de' Gibertis |   | …               |                   |  |  |       |  |  |          |  |  |           |  |
|                       |   | Paolo Ghislieri | Antonio Ghislieri |  |  |       |  |  |          |  |  |           |  |
|                       |   | Paolo Ghislieri | Antonio Ghislieri |  |  |       |  |  |          |  |  |           |  |
|                       |   | Paolo Ghislieri | …                 |  |  |       |  |  |          |  |  |           |  |
| Gardina Ghislieri     |   | Paolo Ghislieri |                   |  |  |       |  |  |          |  |  |           |  |
|                       |   | Dominina Augeri | …                 |  |  |       |  |  |          |  |  |           |  |
|                       |   | Dominina Augeri | …                 |  |  |       |  |  |          |  |  |           |  |
|                       |   | Dominina Augeri | …                 |  |  |       |  |  |          |  |  |           |  |
|                       |   | Dominina Augeri |                   |  |  |       |  |  |          |  |  |           |  |